# Momus (kabaret)
Momus – warszawski teatr kabaretowy.
Kabaret powstał pod koniec 1908 r. po pierwszej próbie  Arnolda Szyfmana, utworzenia kabaretu – teatru małych form w Krakowie. W Warszawie Szyfman znalazł sponsorów i przy placu Teatralnym, przy ulicy Wierzbowej 9, naprzeciw Teatru Wielkiego, w restauracji Oaza powstała scena kabaretowa Momusa. Kierownikiem muzycznym był Alfred Lubelski, który uprzednio występował w kabaretach paryskich i w polskiej Oberży Pieśniarskiej w Paryżu. Strona dekoracyjna została powierzona Edwardowi Trojanowskiemu.
Konferansjerem był Renard, który wygłaszał m.in. prolog: W przybytku zrazów, kotletów i piwa/Staję przed wami z moją kastanietą/I wolam "Momus evohe"! "l'arte eviva"!
Dla Momusa pisali, między innymi, Tadeusz Boy-Żeleński, Adolf Nowaczyński, Antoni Orłowski, Jan Lemański, Leon Choromański. Karykaturzystą Momusa był Mirosław Gajewski-Ostoja (pseud. Mir), a muzycznie oprawiał kabaret Adam Elertowicz. Czołowym konferansjerem Momusa był Władysław Renard (właśc. Szymon Władysław Czarnocki), później Kazimierz Lasocki. Do pieśniarzy należeli: Leon Schiller, Henryk Domański i Alfred Lubelski. Występowała także Mary Mrozińska, później dołączyła śpiewaczka Józefa Borowska.
Oprócz satyrycznych piosenek, skeczy, monologów i scen aktorskich, w programie były też jednoaktówki. Momus torował drogę francuskiej chancon w przyszłych kabaretach literackich Warszawy, jedną z pierwszych była francuska piosenka Dymek z papierosa przywieziona przez Alfreda Lubelskiego z Paryża. Karykatury członków Momusa drukowane były w Kurjerze Świątecznym.
Momus działał od 31 grudnia 1908 do 2 kwietnia 1911. Pierwsza próba generalna odbyła się 30 grudnia 1908 roku.